# Tapio Wirkkala

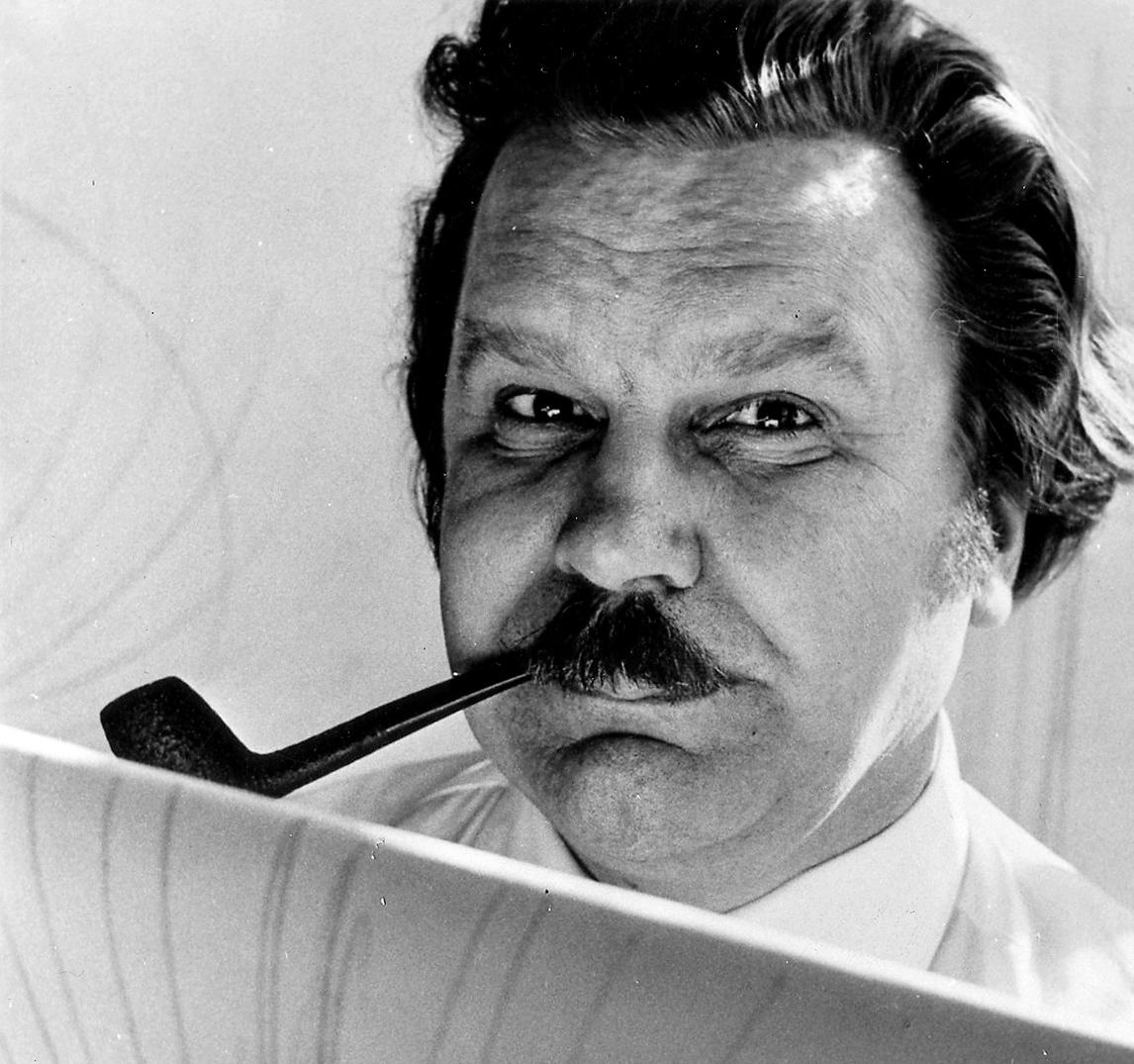
Tapio Wirkkala (1959)

Tapio Wirkkala (* 2. Juni 1915 in Hanko; † 19. Mai 1985 in Helsinki) war ein finnischer Grafiker, Innenarchitekt und Designer.

## Leben und Werk
Wirkkala war Absolvent der Hochschule für Kunst und Design Helsinki.
Er arbeitete u. a. mit Raymond Loewy in New York.
Seit 1952 arbeitete Wirkkala für die finnische Glasfabrik Iittala, die durch die Entwürfe Wirkkalas und vor allem Alvar Aaltos international bekannt geworden ist. Zu Wirkkalas bekanntesten Entwürfen zählt die Trinkglasserie Tapio sowie seine blätterförmigen Holzschalen, die so genannten Leaf dishes aus den 1950er Jahren.
Seit 1957 arbeitete er für Rosenthal. Zu seinen Porzellan-, Glas- und Besteckentwürfen zählen Arcta, Century, Composition, Kurve, Pollo, Polygon, Rotunda, Taille und Variation. Das Service Century wurde in die ständige Sammlung zeitgenössischen Designs des Centre Georges Pompidou in Paris aufgenommen, Variation findet sich heute in der Sammlung des MoMa in New York. Im Jahr 1964 wurden Arbeiten von ihm auf der documenta III in Kassel in der Abteilung Industrial Design gezeigt. Wirkkala erhielt 1968 für das Rosenthal-Porzellan Rotunda die Medaglia d’Oro. 1972 wurde er mit der finnischen Auszeichnung Akademiker der Kunst (Taiteen akateemikko) geehrt.
Tapio Wirkkala war verheiratet mit der Künstlerin Rut Bryk (Tochter des Künstlers und Insektenforschers Felix Bryk). Die Tapio Wirkkala Rut Bryk Foundation in Helsinki erinnert an die Werke beider Künstler, deren gemeinsame Tochter Maaria Wirkkala ebenfalls eine international erfolgreiche Künstlerin ist.

## Ausstellung
- 2015: Timeless Beauty – Porcelain and Glass Designed by Tapio Wirkkala for Rosenthal, Finnish Glass Museum, Riihimäki; danach 2016 im Grassi Museum, Leipzig, mit dem Titel Tapio Wirkkala – Finnisches Design – Glas und Silber.[1]
- 2017: Ausstellung in der Glashütte Gernheim, Petershagen, März bis August 2017

## Bildergalerie

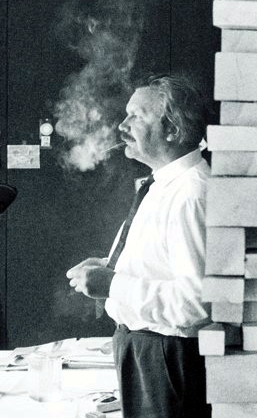
Tapio Wirkkala (zwischen 1956 und 1960)
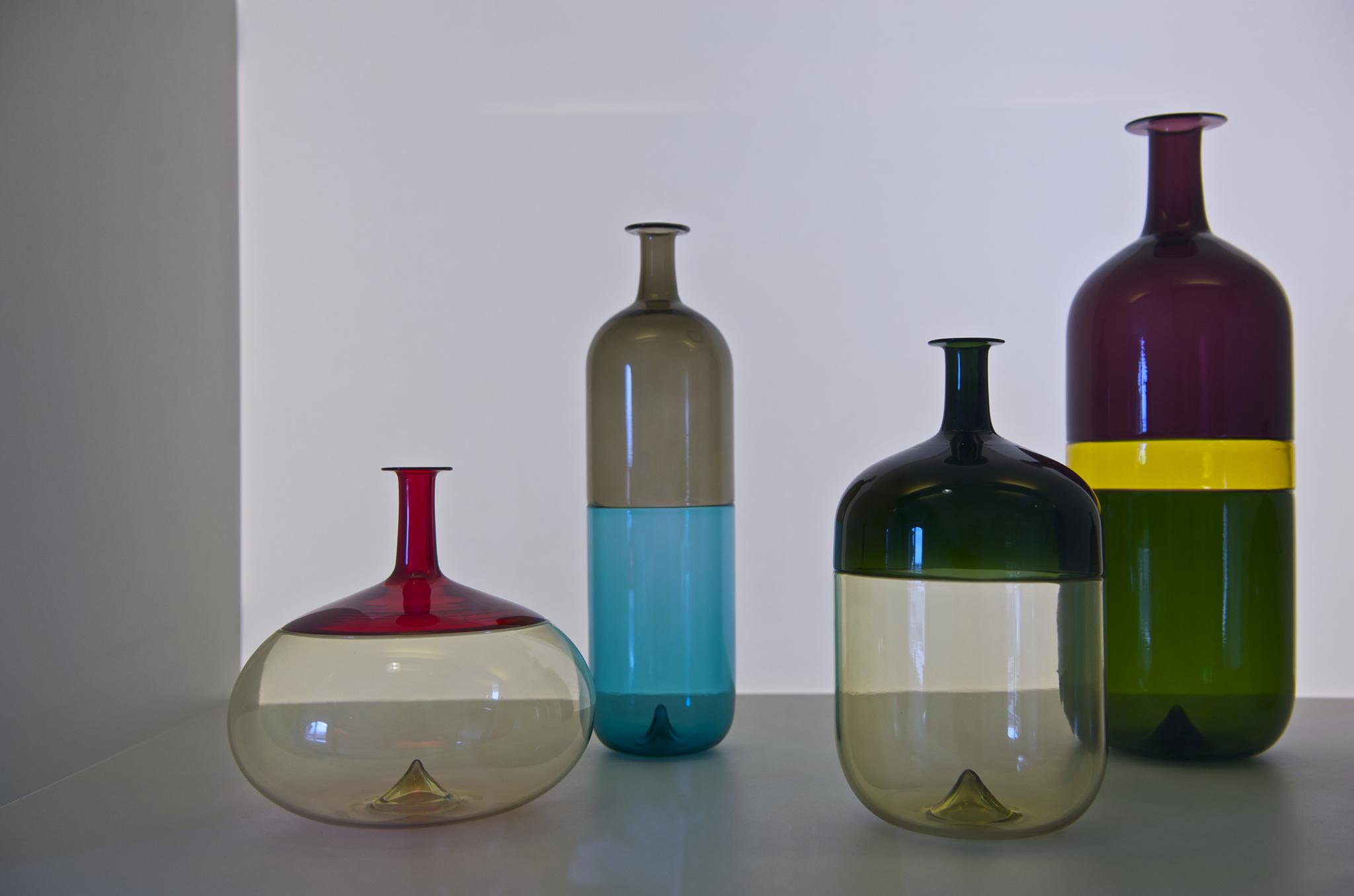
Flaschen (1966)
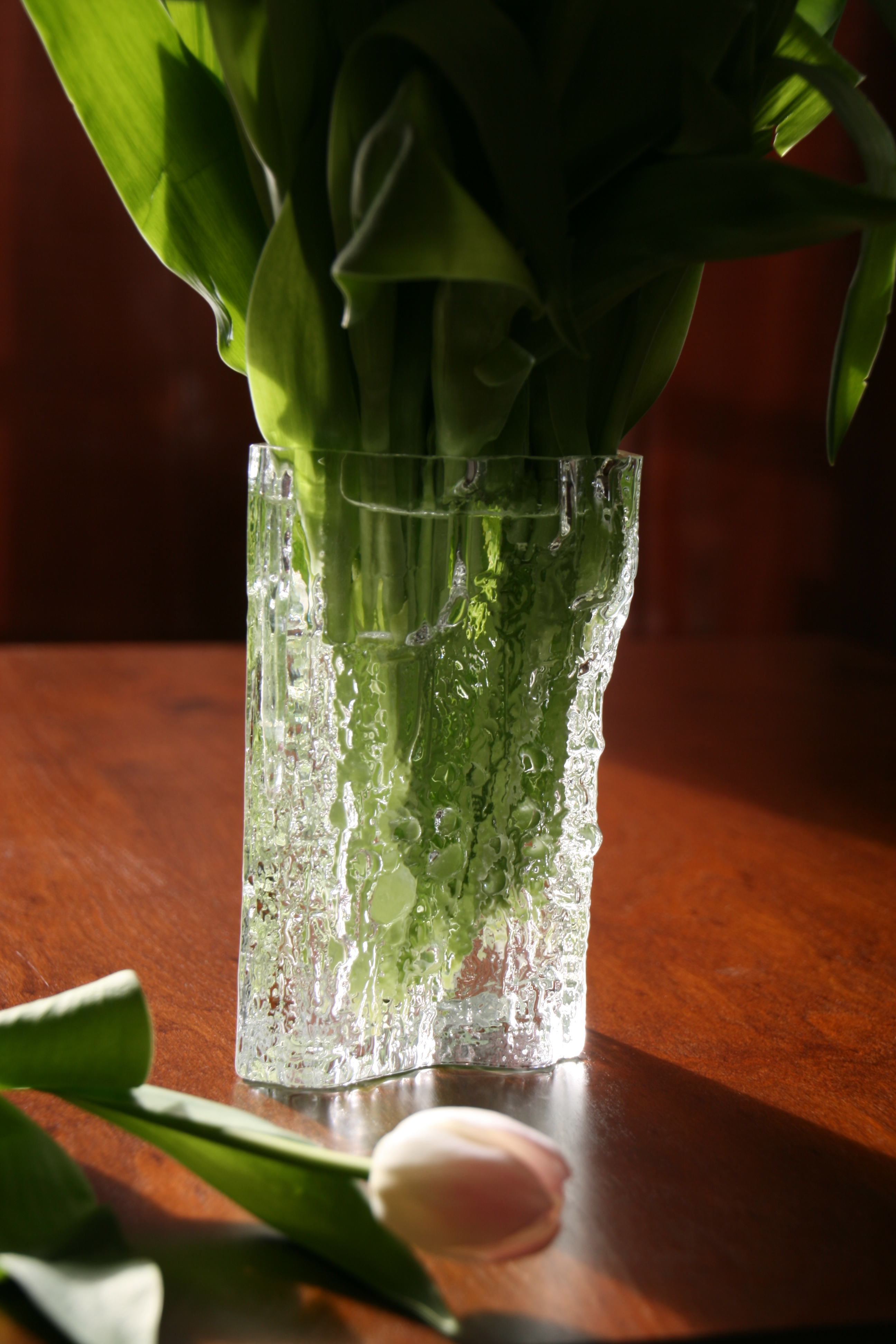
Avena Vase (1970)
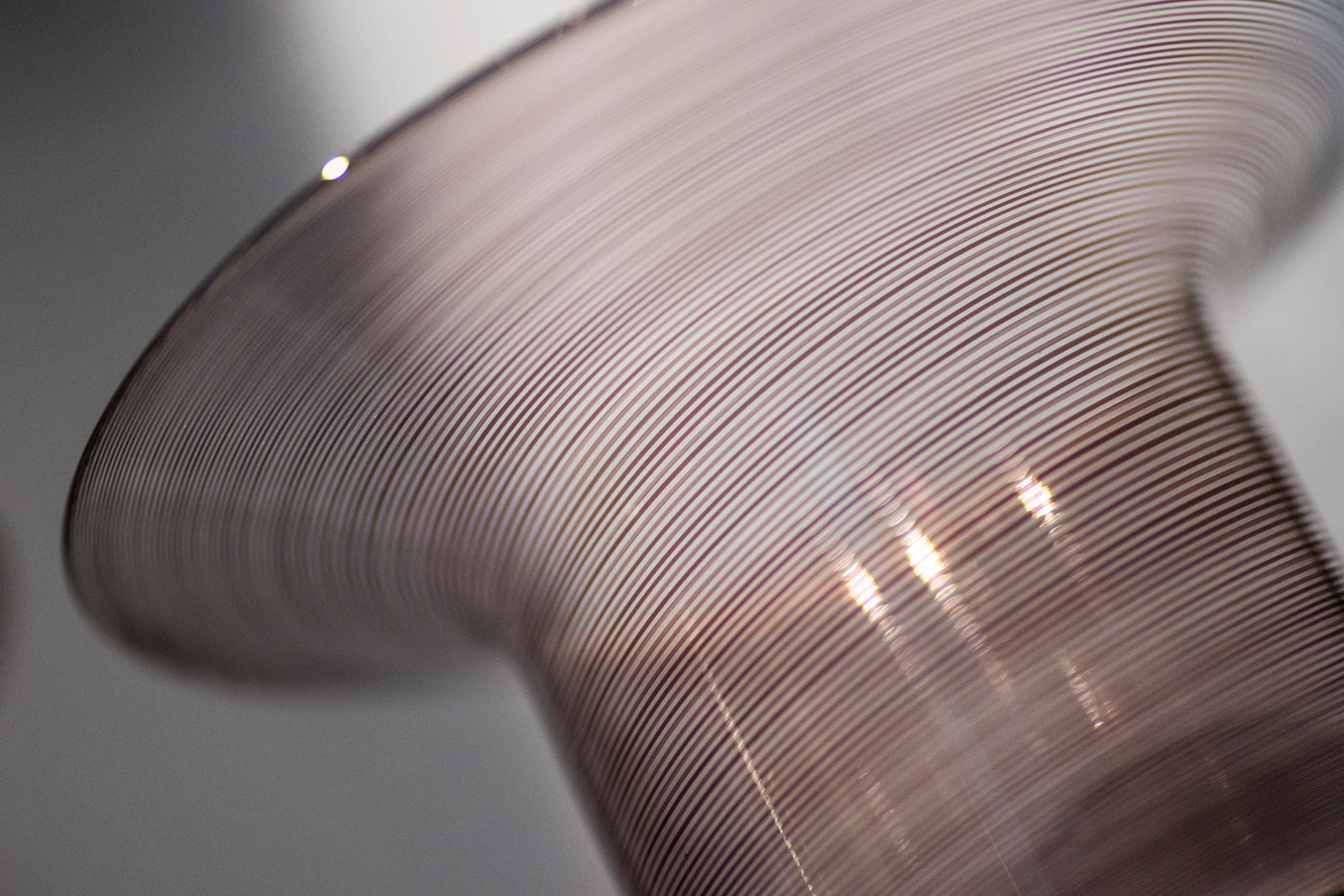
Vase (1970)
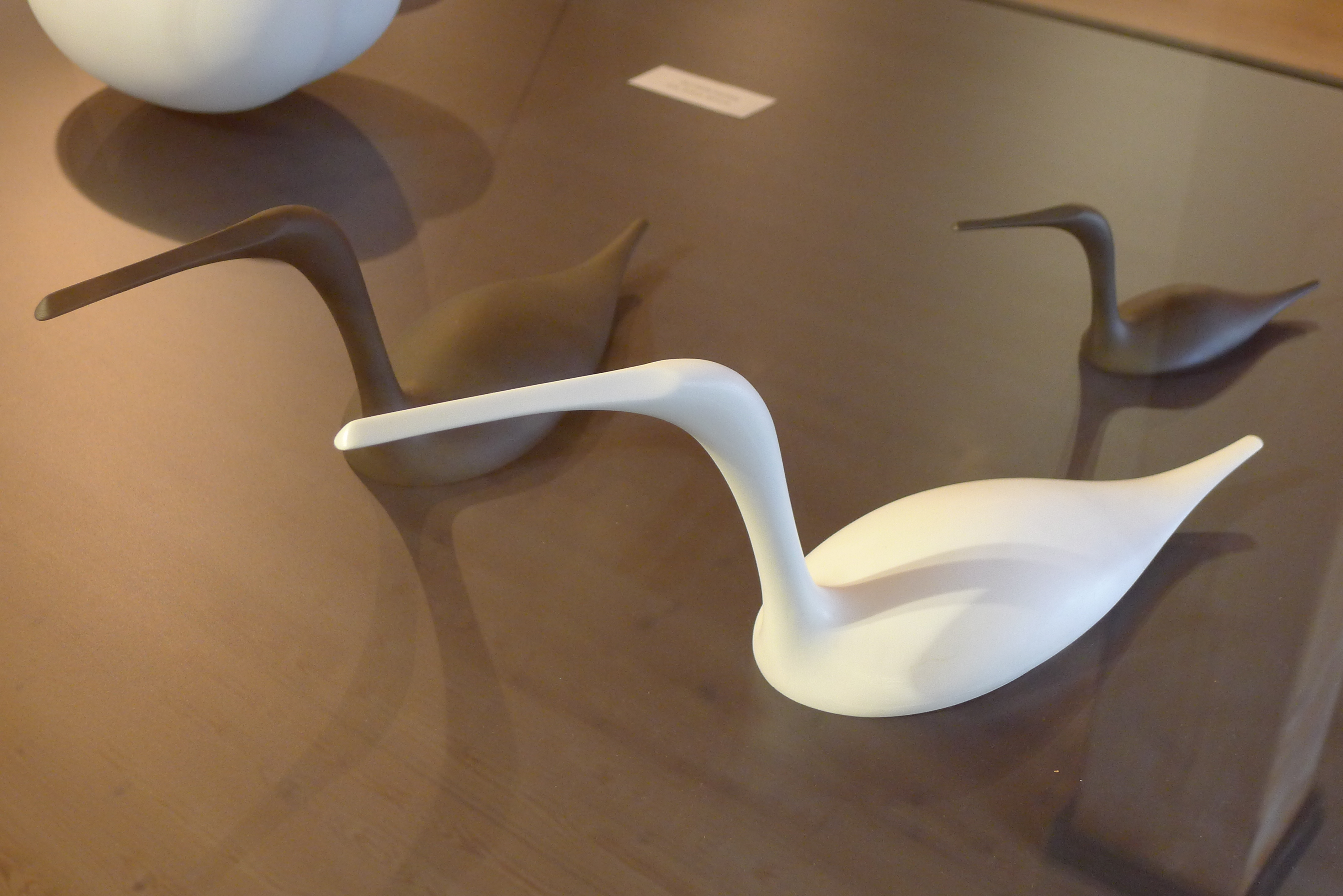
Icebirds (1975)
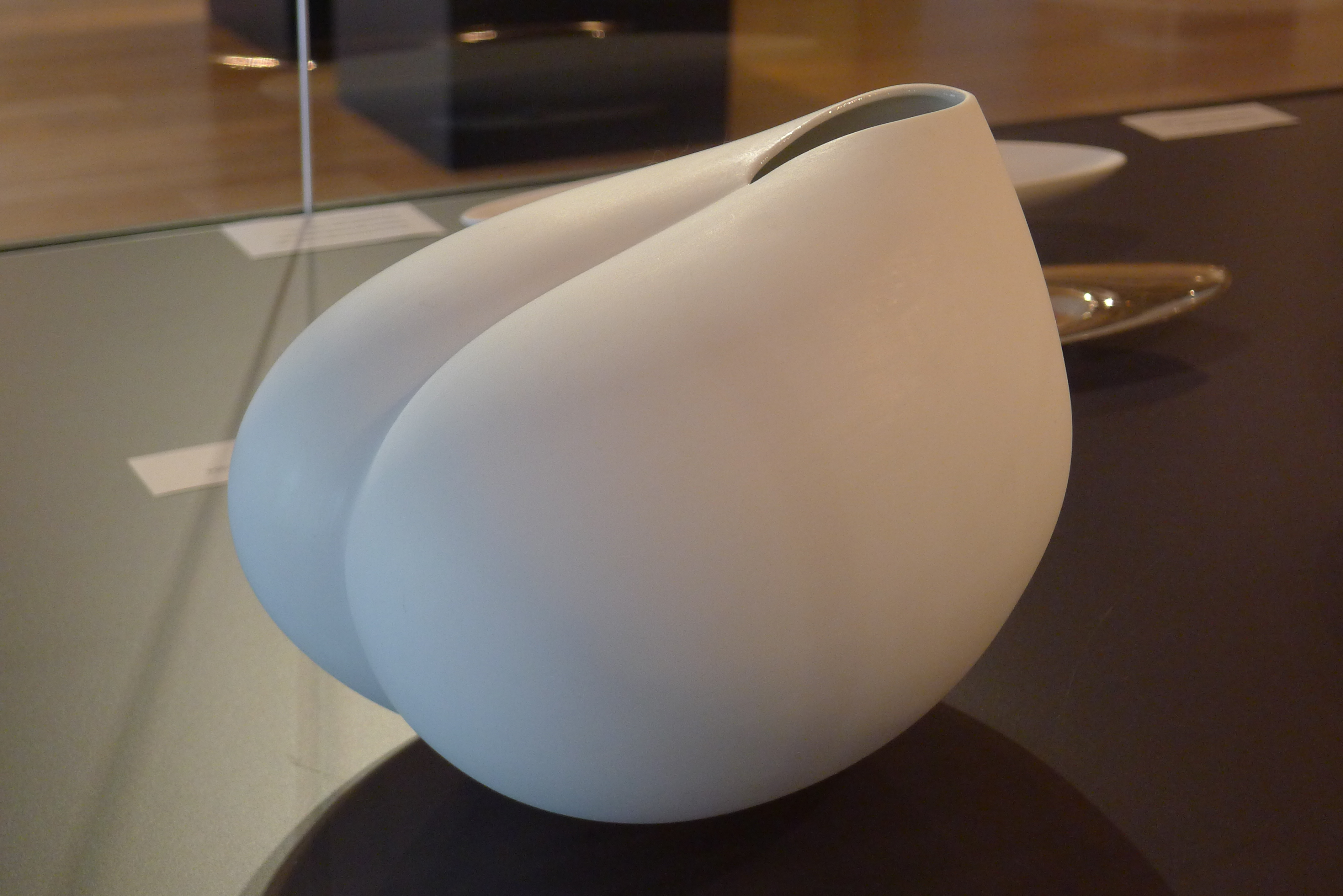
Aphrodite (1975)
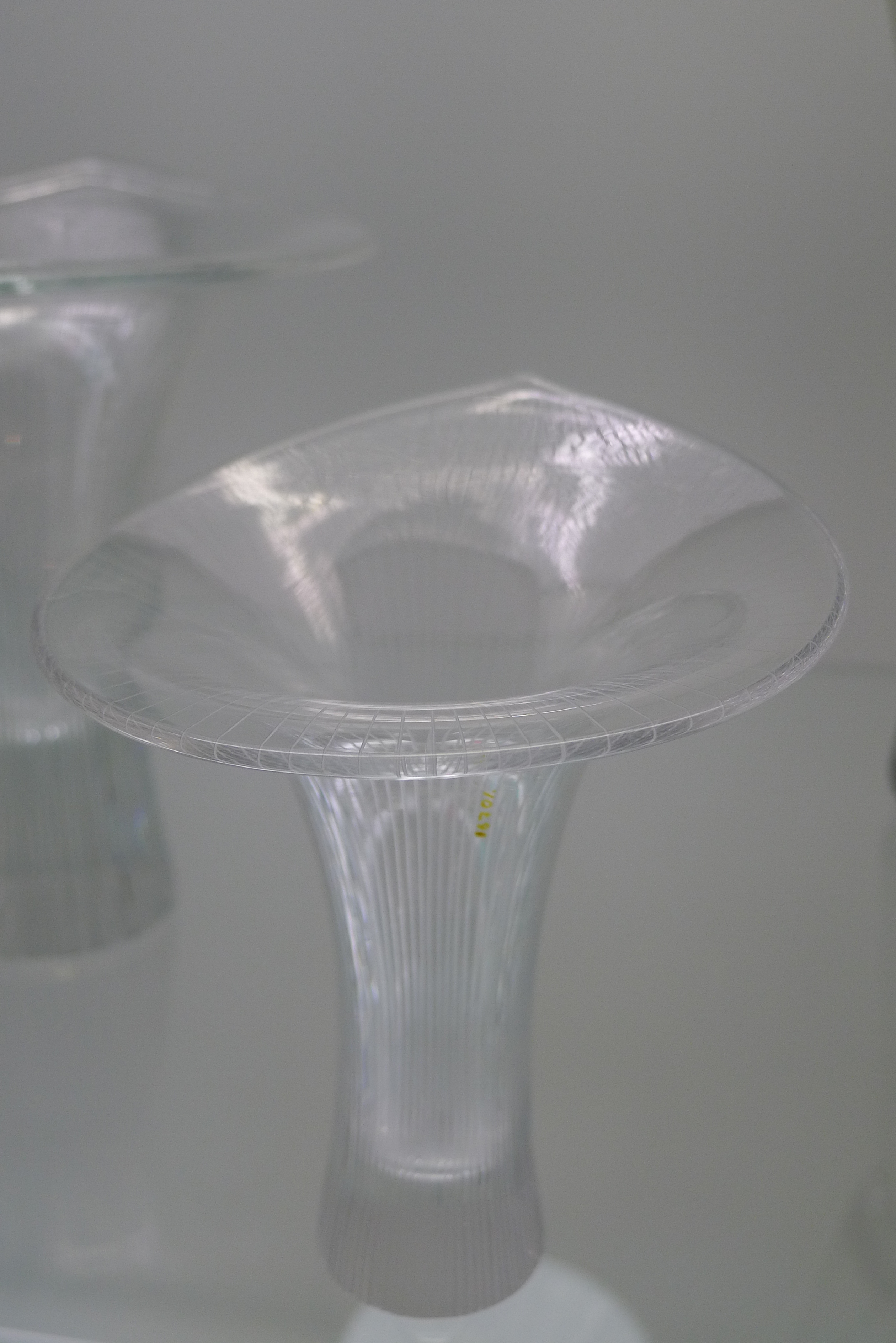
Kantarelli/Chanterelle Vase
Thomas/Rosenthal-Porzellan Rotunda
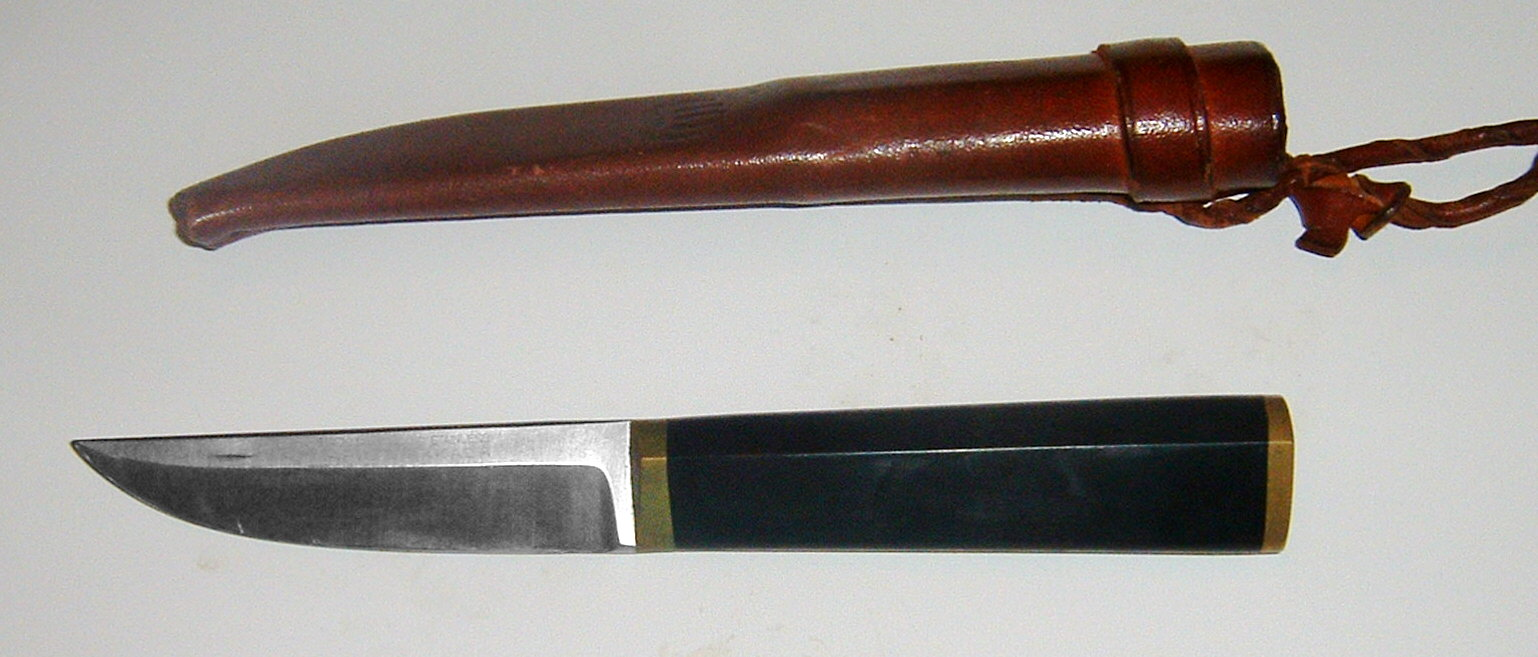
Puukko
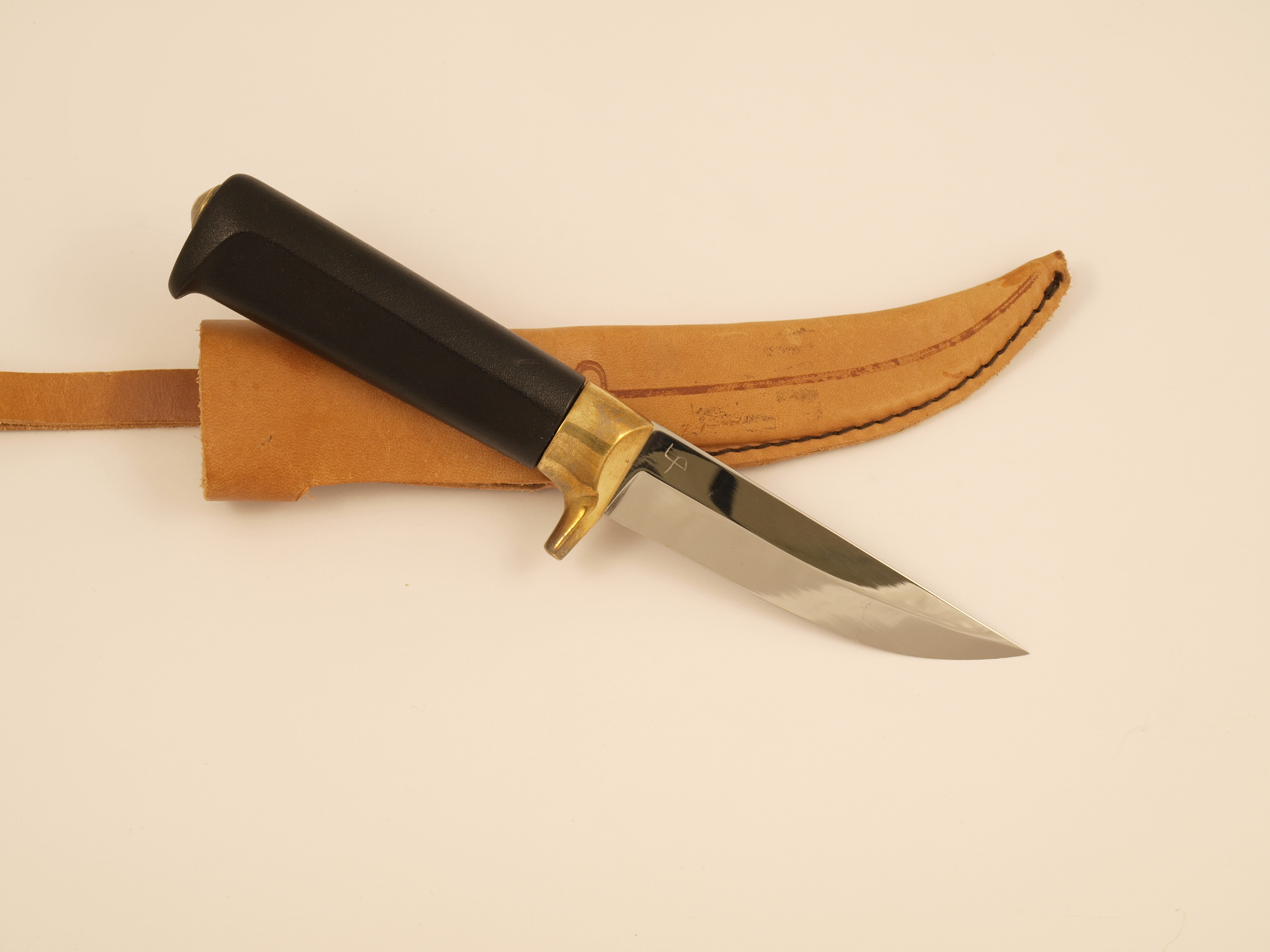
Lapin Puukko